# Charles Green (Ballonfahrer)

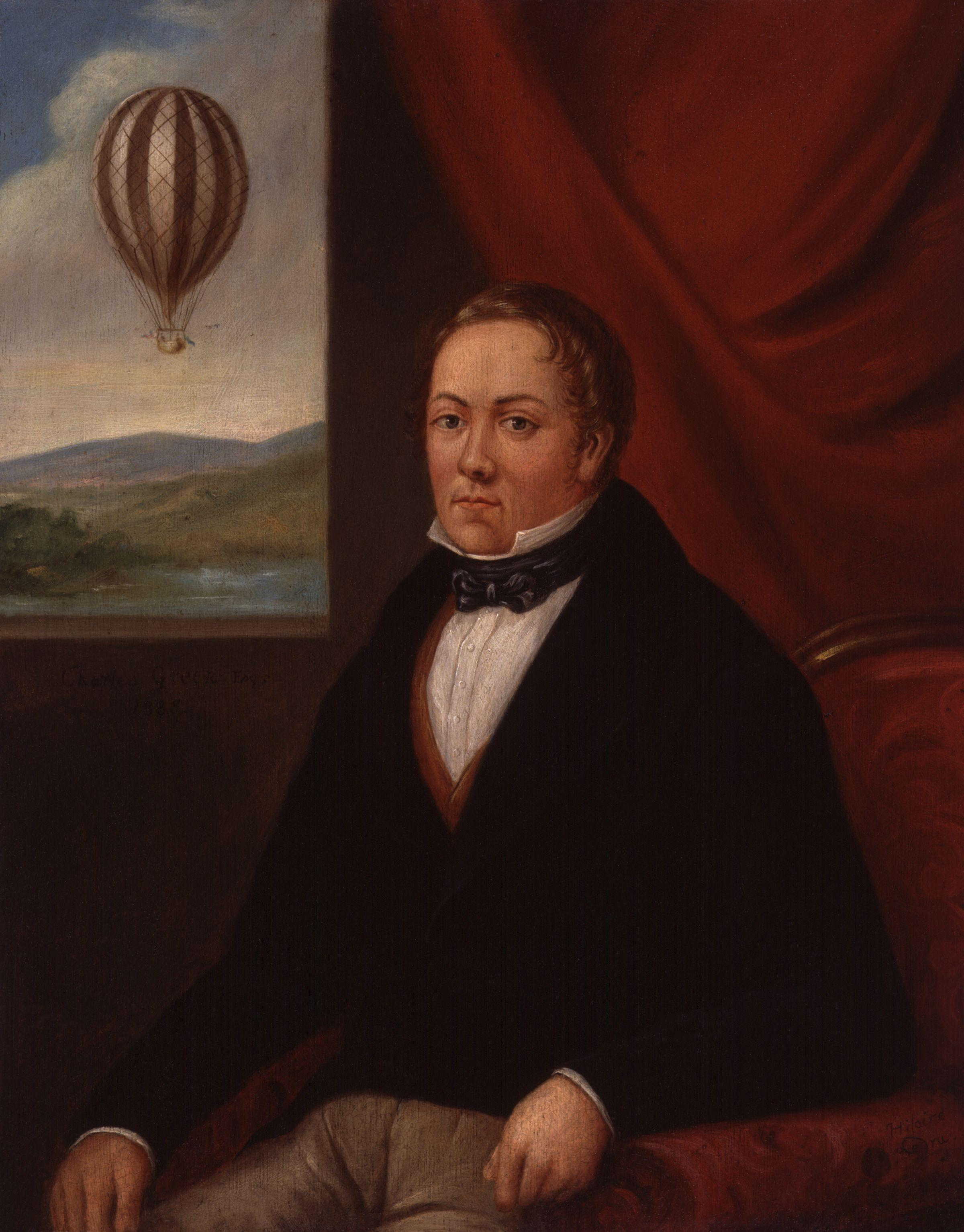
Charles Greens Porträt von Hilaire Ledru (1835)

Charles Green (* 31. Januar 1785 in London; † 26. März 1870 ebenda) war ein britischer Aeronautiker.

## Leben
Green, Sohn des Obsthändlers Thomas Green (1762–1850), arbeitete nach dem Schulabschluss zunächst im Geschäft seines Vaters. Seinen ersten Ballonaufstieg machte er 1821, als während der Krönungsfeierlichkeiten Georg IV. der erste Gasballon mit Kohlegas aufstieg. Mit dem Flug wurde die Anwendbarkeit des im Vergleich zum bisher benutzten Wasserstoff deutlich preiswerteren und praktikableren Kohlegases für den Ballonflug demonstriert. Allerdings endete der Flug unglücklich, und Green wurde durch ein Schiff gerettet, dessen Bugspriet die Ballonwand durchbohrte und für Gasablass sorgte. Darauf folgten viele weitere Aufstiege. Bei einem Flug 1822, auf den 20.000 Pfund gewettet waren, löste sich beim Start der Ballonkorb aufgrund angeschnittener Halteseile. Die Insassen konnten sich zwar am Ballonring festhalten, aber verletzten sich bei der Landung. 1828 startete Green vom Rücken eines Ponys und landete eine halbe Stunde später in Beckenham. Er erfand das Führungsseil, das von einer Winde im Korb herunterhing und zum Steuern des Starts und der Landung diente.

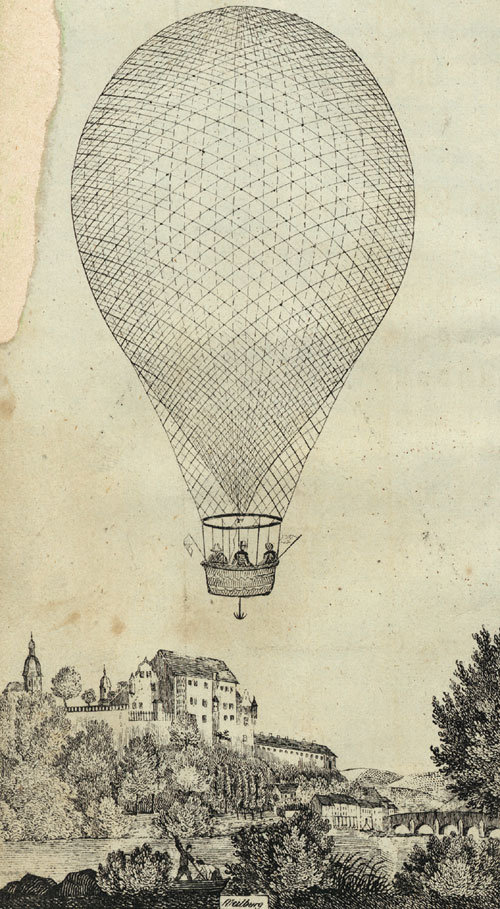
Greens Ballon bei Weilburg

1836 baute Green den Great Nassau Balloon für die Besitzer der Vauxhall Gardens, den er dann von ihnen für 500 Pfund kaufte. Im gleichen Jahr machte er mit acht Personen den ersten Flug mit diesem Ballon und landete nach eineinhalb Stunden in Cliffe bei Gravesend. Weitere Flüge folgten in diesem Jahr, insbesondere im November 1836 der gefeierte Kontinentalflug mit dem Ballonflieger und Politiker Robert Hollond, der den Flug bezahlte, und dem Ballonflieger und Flötisten Thomas Monck Mason von Vauxhall Gardens über Dover und den Kanal bis nach Weilburg, wo sie nach dem achtzehnstündigen Flug am nächsten Tag landeten. Im Januar 1837 stieg Green mit Robert Cocking  bis auf eine Höhe von 5.000 Fuß auf, von der Cocking über Lee mit einem Fallschirm eigener Konstruktion absprang und beim Aufprall auf dem Boden zu Tode kam. 1838 führte Green mit George Rush, der die Flüge bezahlte, und Edward Spencer in Vauxhall Gardens zwei Höhenversuchsflüge aus. Beim ersten Flug wurde eine Höhe von 19.335 Fuß erreicht mit Landung in Thaxted. Beim zweiten Flug mit nur zwei Personen (Green und Rush) und Kohlegas im Great Nassau Balloon sollte ein Rekord aufgestellt werden, so dass eine Höhe von 27.146 Fuß erreicht wurde. 1841 flog Green zusammen mit Charles Frederick William, Duke of Brunswick, in fünf Stunden von Hastings nach Neufchâtel. 1846 schlug er einen Ballonflug über den Atlantik vor. 1852 fand Greens letzter Flug statt.
Green war verheiratet mit Martha Morell und hatte einen Sohn George (1807–1864), der 83 Flüge mit dem Great Nassau Balloon absolvierte. Nach Green ist der Preis Charles Green Salver des British Balloon and Airship Club (BBAC) benannt, den ursprünglich Green von dem Londoner Stahlhändler Richard Crawshay erhielt und der 1999 an Brian Jones und Bertrand Piccard für die erste Non-Stop-Weltumrundung im Ballon verliehen wurde.